# Chaz Bojorquez
Charles "Chaz" Bojorquez, llamado también antiguamente "el loco chingazo" es un pintor de Los Ángeles, California, EE. UU. inspirado por el movimiento Chicano y la estética de lo Cholo desde su infancia en los años 50. 

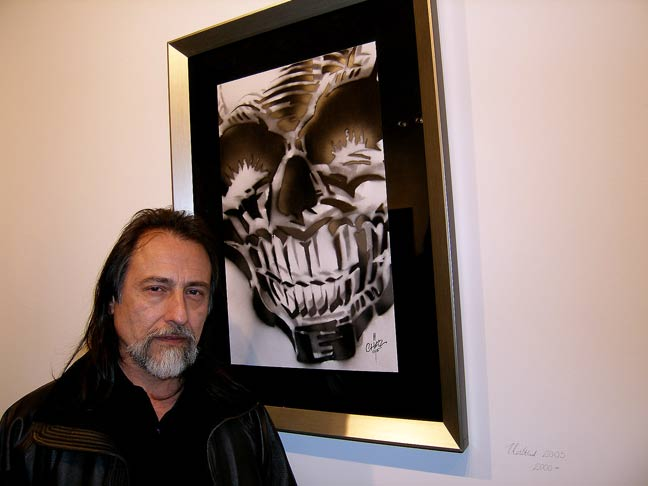
Chaz Bojorquez en la exposición colectiva de White Walls Gallery, en San Francisco Año 2006.

## Biografía
Chaz nació en 1949 al este de Los Ángeles. Terminando el bachillerato en 1966 viajó a Guadalajara (México) dónde estudió escultura y cerámica, para después estudiar arquitectura y matemáticas en EE. UU.
En 1969 ingresa en la Chouinard art school (Conocida hoy por Cal. Arts School).
También estudió caligrafía asiática con el maestro Yun Chung Chiang (Chiang estudió con Pu Ju, hermano del último emperador de China).
Con estas influencias, en 1969 empieza a realizar graffiti seriamente durante más de 10 años y a finales de los de los 70 se empieza a plantear ¿Por qué pintamos graffiti? 
En 1979 se embarca en un largo viaje que le lleva a más de 35 países estudiando como la gráfica y caligrafía de cada país influyen en su cultura.
Desde 1986 no realiza graffiti ilegal.
Su trabajo ha sido registrado en libros de historia del arte, catálogos de museos y publicado por varios periódicos, revistas y websites por todo el mundo.
Ha realizado trabajos para películas destacadas como: The Warriors, Star Wars, Boulevard Nights, Turk 182 y Cheech and Chong entre otras, y diseños para: Nike o TacoBell.
Participó en la recreación de la pintura de David Alfaro Siqueiros haciendo una réplica exacta del famoso mural que ya había sido tapado en la calle Olvera por el gobierno. 
Con su aparición en el documental sobre artistas de graffiti de Los Ángeles, "Graffiti Verite", su nombre empezó a a ser más común en los círculos artísticos. 
A lo largo de estos años ha realizado exposiciones individuales y colectivas en todo el mundo. 
En 2007 Visitó Madrid con motivo de la exposición colectiva "Pintores de Atzlán" en la Casa encendida.

## Citas
El graffiti siempre ha estado en California y ha sido una larga tradición.
Empezó en los años ‘30 cuando los tipos de zapatos brillosos dejaban escritos sus nombres en las paredes con cera líquida. Luego en los años´40, cuando el movimiento chicano a través de los disturbios,
comenzaron a dejar sus nombres en las paredes en muestra de protesta y rebelión en contra del gobierno estadounidense.
Por supuesto que no tenían latas así que usaron brochas hasta los ‘50. Además, tenemos un fuerte antecedente del Muralismo
Cuando fui a México tuve la oportunidad de ver murales de Orozco, Siqueiros, Rivera, porque estaba interesado y me di cuenta de la importancia de los murales. Cuando regresé supe que eso es lo que quería hacer. En esos tiempos no había “graffiti writers” había sólo bandas y en las escuelas de arte, tampoco estaban interesados, sólo les importaba el arte contemporáneo. Pero yo ya lo traía en la cabeza.
 Charles "Chaz" Bojorquez, Entrevista en "Clandestilos"

## Filmografía
- Bomb It (2007) (Imágenes de sus obras)
- Bomb It (2007) Aparece como el mismo.
- Just to Get a Rep (2004) Aparece como el mismo.
- Graffiti Verité 2: Freedom of ExpreSSion? (1998)
- Graffiti Verité (1995)